# Bizantinska arhitektura
Bizantinska arhitektura je arhitektura bizantinskega ali vzhodnorimskega cesarstva.
Bizantinsko obdobje je običajno datirano od leta 330 pr. n. št., ko je Konstantin I. Veliki preselil rimsko prestolnico v Bizanc, ki je postal Konstantinopel, do padca bizantinskega cesarstva leta 1453. Med bizantinskim in rimskim cesarstvom sprva ni bilo trdne meje in se zgodnja bizantinska arhitektura slogovno in strukturno ne razloči od rimske arhitekture. To terminologijo so moderni zgodovinarji uvedli, da bi označili srednjeveški rimski imperij, saj se je razvil kot posebna umetniška in kulturna entiteta, osredotočena na novo prestolnico Konstantinopel (današnji Carigrad), ne pa na mesto Rim in njegovo okolico.
Njegova arhitektura je dramatično vplivala na kasnejšo srednjeveško arhitekturo po Evropi in na Bližnjem vzhodu ter postala primarni rodovnik renesančne in osmanske arhitekturne tradicije, ki je sledila njegovemu propadu.

## Pregled obstoječih spomenikov
Zgodnja bizantinska arhitektura se je opirala na zgodnejše elemente rimske arhitekture. Slogovni premik, tehnološki napredek, politične in teritorialne spremembe so pomenile, da je ločen slog postopoma pripeljal do tlorisa grškega križa v cerkveni arhitekturi. 
Stavbe povečane geometrijske kompleksnosti, opeka in omet so bile uporabljene poleg kamna pri okrasitvi pomembnih javnih objektov, klasični slogi so se uporabljali bolj svobodno, mozaiki so nadomeščali izrezljane dekoracije, kompleksne kupole so ležale na masivnih slopih, okna so spuščala svetlobo skozi tanke liste alabastra, ki nežno osvetljuje notranjost. Večina ohranjenih objektov je v naravi sakralna, sekularne stavbe pa večinoma znane le s sočasnimi opisi.

### Zgodnja arhitektura
Prvotni primeri zgodnje bizantinske arhitekture izvirajo iz obdobja vladanja cesarja Justinijana I. in so ohranjeni v Raveni in Carigradu ter v Sofiji.
Eden od velikih prebojev v zgodovini zahodne arhitekture se je zgodil, ko so Justinijanovi arhitekti izumili kompleksen sistem, ki je omogočal nemoten prehod s kvadratne zasnove cerkve na krožno kupolo (ali kupole) s pomočjo pendentivov.
V Raveni je bila zgrajena vzdolžna bazilika Sant'Apollinare Nuovo in osmerokotna, centralizirana struktura cerkve  San Vitale, ki jo je naročil cesar Justinijan, a je ni nikoli videl. Justinijanovi spomeniki v Carigradu so kupole cerkev Hagije Sofije in Hagije Irene, vendar obstaja tudi zgodnejša, manjša cerkev sv. Sergija in Bakha (lokalno imenovana "Mala Hagija Sofija"), ki je morda služila kot model za obe večji v tem, da je povezala elemente vzdolžne bazilike s tistimi iz centralne stavbe.
Posvetne strukture vključujejo ruševine Velike palače v Konstantinoplu, inovativno Konstantinopelsko obzidje (s 192 stolpi) in baziliko Cisterno (z več sto recikliranimi klasičnimi stebri). Friz v ostrogotski palači v Raveni prikazuje zgodnjebizantinsko palačo.
Hagios Demetrios v Solunu, samostan sv. Katarine na gori Sinaj, samostan Džvari v današnji Gruziji in tri armenske cerkve v Ečmiadzinu segajo predvsem v 7. stoletje in prikazujejo arhitekturno dogajanje v bizantinskih provincah po obdobju Justinijana.
Izjemni inženirski podvig je most čez reko Sangarius, dolg 430 metrov in most s šiljastmim lokom most Karamagara.
Obdobje makedonske dinastije, ki se tradicionalno šteje za simbol bizantinske umetnosti, ni pustilo trajne dediščine v arhitekturi. Domneva se, da sta Bazilija I. votivna cerkev Device iz Farosa in Nea Ekklesia (obe ne obstajata več) služili kot model za večino pravokotno križajočih se svetišč tega obdobja, vključno s cerkvijo Cattolica di Stilo v južni Italiji (9. stoletje), samostansko cerkvijo Hosios Lukas v Grčiji (ok. 1000), Nea Moni v Chiosu (projekt Konstantina IX.) in samostan Daphni blizu Aten (ok. 1050).
Tudi v slovanskih deželah, ki so jih v času makedonskega obdobja postopoma pokristjanili, so prevladovale tipi pravokotno križnih cerkev. Cerkev svete Sofije v Ohridu (današnja Severna Makedonija) in istoimenska stolnica v Kijevu (današnja Ukrajina) pričata o modi za več kupolnih cerkev na tamburjih, ki so sčasoma pridobili na višini in ozkosti.

### Obdobje Komnenov in Paleologov
V Carigradu in Mali Aziji arhitektura iz obdobja Komnenov skoraj ne obstaja, s pomembnimi izjemami Elmali Kilise in drugih kamnitih svetišč v Kapadokiji ter samostanske cerkve Pantokratorja (danes mošeja Zeyrek) in cerkve posvečene Devici Mariji, ki je bila posvečena Božji cerkvi Kyriotissa (Theotokos Kyriotissa, danes mošeja Kalenderhane), obe v Carigradu. Večina primerov tega arhitekturnega sloga in mnogih drugih starejših bizantinskih slogov je ohranjena le na obrobju bizantinskega sveta, saj je bila večina najpomembnejših in najstarejših cerkva / zgradb v Mali Aziji, a so bile na žalost v prvi svetovni vojni skoraj vse cerkve v turških mejah uničene, spremenjene v mošeje ali opuščene v grških in krščanskih genocidih od leta 1915–1923. Zaradi tega so v izobilju le nacionalne oblike arhitekture. Te sloge lahko najdemo v številnih državah na Zakavkazju, ter Rusiji, Bolgariji, Srbiji, na Hrvaškem in v drugih slovanskih deželah in tudi na Siciliji (Cappella Palatina) in Benetkah (Stolnica svetega Marka, Benetke, Stolnica svete Marije vnebovzete, Torcello).
Obdobje Paleologov je dobro zastopano v dvanajstih nekdanjih cerkvah v Carigradu, zlasti v cerkev Kristusa odrešenika v polju in samostan svete Marije Pammakaristos. Za razliko od slovanskih primerov, paleološki arhitekti nikoli niso poudarjali vertikalnosti struktur. Posledica tega je, da je v poznosrednjeveški arhitekturi Bizanca malo razkošja (razen Hagija Sofija, Trebzon).
Cerkev Svetih apostolov v Solunu se pogosto navaja kot arhetipska struktura poznega obdobja, ko so bile zunanje stene zapleteno okrašene s kompleksnimi vzorci iz opeke ali z glazirano keramiko. Druge cerkve iz let pred samim padcem Konstantinopla so na gori Atos in v Mistri (npr. samostan Brontohijon).

## Razvoj konstrukcije
Že v gradnji Konstantinovih cerkva v Palestini sta bili v uporabi dve glavni vrsti tlorisa: bazilikalni ali vzdolžni tip, ki ga predstavlja bazilika Božjega groba in krožni ali centralni tip, ki ga predstavlja velika osemkotna cerkev v Antiohiji.
Tiste slednjega tipa domnevajo, da so bile skoraj vedno obokane, kajti osrednja kupola se zdi, da je njihova zelo verjetno razlog za obstoj. Osrednji prostor je bil včasih obdan z zelo debelim zidom, v katerem so nastale globoke vdolbine, tako kot pri cerkvi sv. Jurija v Sofiji, ki so jo v 4. stoletju zgradili Rimljani kot valjasto kupolasto zgradbo, zgrajeno na kvadratni osnovi in imenitna cerkev sv. Jurija v Solunu (5. stoletje) ali obokane stranske ladje, kot v Santa Costanzi v Rimu (4. stoletje) ali pa so bile dodatki iz osrednjega prostora izrinjeni tako, da so oblikovali križ, v katerem so ti dodatki pripomogli k nasprotju s centralnim obokom, kot pri mavzoleju Gale Placidije v Raveni (5. stoletje). Najbolj znana cerkev te vrste je bila cerkev Svetih apostolov v Carigradu. Videti je, da so bili oboki že zgodaj uporabljeni za načrt bazilike; na primer, v Hagiji Irene v Carigradu (6. stoletje) je dolgo telo cerkve prekrito z dvema kupolama.
V sv. Sergiju v Carigradu in San Vitalu v Raveni, cerkvah centralnega tipa, se je prostor pod kupolo razširil z apsidnimi dodatki k osmerokotnik. Nazadnje, v Hagiji Sofiji (6. stoletje) je bila narejena kombinacija, ki je morda najbolj presenetljiv del načrtovanja. Osrednji prostor, kvadrat s 30 metri, se poveča na 60 m dolžine z dodajanjem dveh polkrogov proti vzhodu in zahodu; ti so spet podaljšani s potiskanjem treh manjših apsid proti vzhodu in dveh drugih, ene na obeh straneh ravnega podaljška, proti zahodu. To neprekinjeno območje, dolgo približno 80 m, večji del katerega je več kot 30 m široko, je v celoti pokrito s sistemom kupolastih površin. Nad školjkami majhnih apsid se dvigata dve veliki polkupoli, ki pokrivata polkroge in med njimi izbruhne ogromna kupola nad osrednjim kvadratom. Na obeh straneh, severno in južno od kupole, sta obokani stranski ladji v dveh nadstropjih, ki na zunaj oblikujejo splošni kvadrat.
Pri Svetih apostolih (6. stoletje) je bilo na križnem tlorisu uporabljenih pet kupol; osrednja kupola je bila najvišja. Po 6. stoletju ni bilo zgrajenih cerkva, ki bi na kakršenkoli način tekmovale v obsegu s temi velikimi Justinijanovimi deli in načrti so se bolj ali manj približali eni vrsti. Osrednji prostor, ki ga pokriva kupola, je bil vključen v precej večji kvadrat, od tega so bili štirje izrastki na vzhodu, zahodu, severu in jugu višji v obokanju in strešnem sistemu kot štirje vogali, ki so na ta način oblikovali neke vrste ladjo in transepte. Včasih je bil osrednji prostor kvadraten, včasih osmerokoten ali pa je bilo vsaj osem slopov, ki so podpirali kupolo namesto štirih, ladja in transepti pa so bili sorazmerno ožji.
Če narišemo kvadrat in razdelimo vsako stran na tri, tako da so srednji deli večji od drugih in nato razdelimo območje na devet iz teh točk, se približamo tipični postavitvi tlorisa tega časa. Sedaj dodajte tri apside na vzhodni strani odprtine iz treh izrastkov in nasproti zahoda postavite ozko vhodno verando, ki teče čez sprednjo stran. Še vedno v ospredju postavimo kvadratno dvorišče. Dvorišče je atrij, po navadi ima vodnjak na sredini pod baldahinom, ki stoji na stebrih. Vhodna veranda je narteks. Neposredno pod središčem kupole je ambon, iz katerega so brali Sveto pismo in pod ambonom na tleh je bil prostor za pevski zbor. Na vzhodni strani osrednjega trga je bil zaslon, ki je ločil od bemo, kjer je bil oltar, od telesa cerkve; ta zaslon s slikami je ikonostas. Oltar je bil zaščiten s krošnjami ali ciborijem, ki stoji na stebrih. Vrste sedežev okoli zavoja apside s patriarhovim prestolom na srednji vzhodni točki so tvorile synthronon. Dva manjša oddelka in apside na straneh beme sta bila zakristija ali diakonicon in prostor za pripravo liturgije ali prothesis. Ambon in bema sta bila povezana s soleo, dvignjenim hodnikom, ki je bil obdan z ograjo ali nizkim zidom.
Neprekinjen vpliv z vzhoda je nenavadno prikazan v modi okrasitve zunanjih opečnih zidov cerkve, zgrajenih okrog 12. stoletja, v kateri so postavljene opeke, ki so grobo izrezljane v obliko, tako da so oblikovali trakove, ki so povsem jasno posnemali kufsko pisavo. Ta moda je bila povezana z razporeditvijo zunanjih opečnih in kamnitih del na splošno v številne vrste vzorcev, cik-cak, itd. in kot je podoben okras najden v mnogih perzijskih zgradbah, je verjetno, da je ta prišel z vzhoda. Kupole in oboki na zunanjosti so bili prekriti s svincem ali s ploščicami. Okna in vratni okvirji so bili iz marmorja. Notranje površine so krasili mozaiki ali freske v višjih delih stavbe, spodaj pa so bile obložene marmorne plošče, ki so bile pogosto zelo lepe in razporejene tako, da je barva tvorila serijo velikih plošč. Boljši marmorji so bili obrnjeni tako, da sta obe površini, ki ju je ustvarila delitev, tvorili simetrični vzorec, ki je nekoliko podoben označevanju kož zveri.

## Zapuščina

### Na zahodu
Končno je bizantinska arhitektura na Zahodu omogočila karolinško, romansko in gotsko arhitekturo. Toda velik del današnje Italije je prej pripadal bizantinskemu imperiju. Veliki primeri bizantinske arhitekture so še vedno vidni v Raveni (npr. Bazilika San Vitale, katere arhitektura je vplivala na Palatinsko kapelo Karla Velikega).

### Na vzhodu
Na vzhodu je bizantinska arhitekturna tradicija močno vplivala na zgodnjo islamsko arhitekturo. V času Omajadskega kalifata (661-750) je bizantinska umetniška dediščina temeljni vir nove islamske umetnosti, zlasti v Siriji in Palestini. Obstajajo precejšnji bizantinski vplivi, ki jih je mogoče zaznati v značilnih zgodnjih islamskih spomenikih, kot na Kupoli na skali (691) v Jeruzalemu, mošeji Omajadov (709–715) v Damasku. Medtem ko Kupola na skali v tlorisu - in delno v okrasju - jasno izraža bizantinsko umetnost, je tloris mošeje Omajadov tudi izjemno podobna krščanskim bazilikam iz 6. in 7. stoletja, vendar je bila spremenjena in razširjena na prečno os in ne na normalni vzdolžni osi kot v krščanskih bazilikah. Ta sprememba bolje služi liturgiji islamskih molitev. Prvotni mihrab mošeje je skoraj na sredini vzhodnega dela stene kible in ne v sredini, kar je mogoče razložiti z dejstvom, da se je arhitekt poskušal izogniti vtisu krščanske apside, kjer bi bila posledica postavitve mihraba na sredi transepta. Ploščice, geometrijski vzorci, več lokov, kupole in večbarvna opečna in kamnita dela, ki so značilna za islamsko in mavrsko arhitekturo, so do neke mere vplivala na bizantinsko arhitekturo.

### Post-bizantinska arhitektura v vzhodnih pravoslavnih deželah
V Bolgariji, Rusiji, Romuniji, Srbiji, Belorusiji, Gruziji, Ukrajini, Makedoniji in drugih pravoslavnih državah je bizantinska arhitektura trajala še dlje, od 16. do 18. stoletja, pri čemer so nastale lokalne post-bizantinske šole arhitekture.
- V srednjeveški Bolgariji: Prešlavska in Tarnovska arhitekturna šola.
- V srednjeveški Srbiji: Raška arhitekturna šola, Vardarska arhitekturna šola in Moravska arhitekturna šola

### Neobizantinska arhitektura
Neobizantinska arhitektura je imela malo sledi v 19. stoletju v času neogotike, kar je imelo za posledico takšne dragulje kot je londonska Westminstrska opatija, v Bristolu pa od leta 1850 do 1880 priljubljen slog, znan kot bizantinski Bristol, za industrijske zgradbe kombinirani elementi bizantinskega sloga z mavrsko arhitekturo. Razvila se je v Rusiji v času vladavine Aleksandra II. z Grigorjem Gagarinom in njegovimi privrženci, ki so oblikovali stolnico sv. Vladimirja v Kijevu, stolnico sv. Nikolaja v Kronstadtu, cerkev Aleksandra Nevskega v Sofiji, cerkev sv. Marka v Beogradu in samostan Novi Atos v bližini Sukhumija. Največji neobizantinski projekt 20. stoletja je bil Cerkev sv. Save v Beogradu.

## Pomembni bizantinski spomeniki

### Hagija Irene
Ena izmed manj znanih bizantinskih cerkva je Hagija Irene. Ta cerkev je služila kot vzorčna cerkev za bolj znano cerkev Hagija Sofija. Gradnja cerkve se je začela v 4. stoletju. Bila je prva cerkev, ki je bila zgrajena v Konstantinoplu, vendar je bila zaradi svoje lokacije močno prizadeta zaradi potresov in nemirov v uporu Nika za časa cesarja Justinijana leta 532, večkrat pa je bila potrebna popravila. Za Hagijo Irene je značilen velik atrij in je pravzaprav edina ohranjena stavba bizantinskega cesarstva, ki ima takšno značilnost. 

#### Konstrukcija
Hagija Irene je sestavljena predvsem iz treh materialov: kamna, opeke in malte. Uporabljene so bile opeke 70 cm x 35 cm x 5 cm, ki so bile zlepljene skupaj z malto debeline približno 5 cm. Gradbeni materiali, izbrani za gradnjo cerkve, so morali biti lahki, trajni in močni. V ta namen so izbrali vulkanske materiale, ker je vulkanski beton zelo lahek in vzdržljiv. Morda je najbolj definitivna značilnost Hagije Irene strog kontrast med notranjim in zunanjim oblikovanjem. Medtem ko je zunanja površina sestavljena iz kamna in opeke, je notranjost okrašena z izdelanimi mozaiki, dekorativnim marmorjem in na nekaterih mestih prekrita z ometom. Druga pomembna značilnost cerkve sta dve kupoli, ki sledita ena drugi, prva je spodnja ovalna, druga pa višja polkrožna.

#### Zgodovina
Hagija Irene je ena redkih cerkev v Carigradu, ki ob zavzetju leta 1453 ni bila spremenjena v mošejo. Skozi zgodovino je doživela več sprememb, izvedenih je bilo tudi več popravil. Ko so Turki prevzeli mesto, so Hagijo Irene preoblikovali in naredili nekaj sprememb, toda nič tako drastičnega, kot je bilo storjeno s Hagijo Sofijo. Danes Hagija Irene še vedno stoji in je odprta za obiskovalce kot muzej. 
| Obdobje   | Dogodek                                                  |
| --------- | -------------------------------------------------------- |
| 4. st.    | Začetek gradnje                                          |
| 532       | Cerkev je pogorela v Nika uporu                          |
| 548       | Cesar Justinijan I. obnovi cerkev                        |
| 740       | Pomembne poškodbe zaradi potresa                         |
| 1453      | Konstantinopel zasedejo Turki – postane skladišče orožja |
| 1700      | Postane muzej                                            |
| 1908-1978 | Služi kot vojaški muzej                                  |

### Hagija Sofija
Najbolj znan primer bizantinske arhitekture je Hagija Sofija. Imela je naziv največje cerkve na svetu, dokler je Osmansko cesarstvo oblegalo bizantinsko prestolnico. Po padcu Konstantinopla je bila cerkev spremenjena v mošejo in je bila uporabljena za verske obrede do leta 1931, dokler ni bila leta 1935 ponovno odprta kot muzej. Prevedeno iz grščine, ime Hagija Sofija pomeni 'Sveto Modrost' .

#### Konstrukcija
Konstrukcija je kombinacija vzdolžnih in centralnih struktur. Cerkev je stala poleg večjega kompleksa zgradb cesarja Justinijana. Ta slog je vplival na izgradnjo več drugih zgradb, kot je stolnica sv. Petra. Hagija Sofija bi morala biti zgrajena, da bi zdržala potrese, a ker je bila zgrajena na hitro, ta tehnologija ni bila izvedena v zasnovi, zato je bilo treba zgradbo zaradi poškodb zaradi potresov večkrat popravljati. Kupola je ključna značilnost, saj je kupolasta bazilika predstavnik bizantinske arhitekture. Obe kupoli sta se v zgodovini zrušili v različnih časih zaradi potresov in ju je bilo treba ponovno zgraditi .

#### Zgodovina
Prvotno gradnjo Hagije Sofije je v 360-ih naročil cesar Konstantin I. Njegova gradnja cerkva, zlasti Hagije Sofije, je veljala za izjemno pomembno komponento pri preusmeritvi centralizacije moči iz Rima na vzhodu v Konstantinopel na zahodu in je veljala za vrhunec verskega in političnega praznovanja. Gradnjo končne verzije Hagije Sofije, karšna je še danes, je nadzoroval cesar Justinijan. Med vladavino teh dveh cesarjev je bila cerkev uničena in dvakrat obnovljena. Po obnovi so Hagijo Sofijo 900 let smatrali za središče pravoslavnega krščanstva in potem vse dokler niso Turki osvojili Konstantinopla . Izjemo predstavlja tudi obdobje latinske okupacije 1204-61.
| Obdobje | Dogodek                                                               |
| ------- | --------------------------------------------------------------------- |
| 360     | Začetek gradnje                                                       |
| 404     | Hagija Sofija je bila požgana v ljudskem uporu.                       |
| 415     | Začne se gradnja druge različice Hagije Sofije.                       |
| 532     | Cerkev je bila poškodovana v Nika uporu.                              |
| 537     | Končna različica Hagije Sofije je bila odprta po petih letih gradnje. |
| 558     | V potresu se zruši kupola                                             |
| 859     | Požar poškoduje stavbo                                                |
| 869     | Potres                                                                |
| 989     | Potres                                                                |
| 1317    | Dodani so veliki oporniki                                             |
| 1453    | Konstantinopel zasedejo Turki – spremenjena v mošejo                  |
| 1935    | Hagija Sofija je spremenjena v muzej                                  |

## Galerija
- Bizantinski mozaiki v baziliki sv. Marka, Benetke, Italija
- Notranjost Cerkev sv. Sofije, Sofija, Bolgarija (6. stoletje)
- Mozaik nad vhodnim portalom Evfrazijeve bazilike v Poreču, Hrvaška (6. stoletje)
- Hagija Sofija, Solun (8. stoletje)
- Narteks cerkve sv. Sofije, Ohrid (9. stoletje)
- Notranjost cerkve sv. Jurija, Sofija